# 심의 (당나라)
심의(沈礒, ? ~ ?)는 당나라 제11대 황제 당 헌종(唐 憲宗, 재위 : 805년 ~ 820년)의 부마(駙馬)로 당 헌종의 6녀 선성공주(宣城公主)의 남편이다.

## 가계
- 장인 : 당나라 제11대 황제 당 헌종(唐 憲宗, 재위 : 805년 ~ 820년)
  - 부인 : 선성공주(宣城公主) - 당 헌종의 6녀
  - 처제 : 정안공주(定安公主) - 별칭 : 태화공주(太和公主), 당 헌종의 17녀
  - 처남 : 당나라 제12대 황제 당 목종(唐 穆宗, 재위 : 820년 ~ 824년) 
    - 처조카 : 당나라 제15대 황제 당 무종(唐 武宗, 재위 : 841년 ~ 846년)

## 생애
당나라 제11대 황제 당 헌종(唐 憲宗)의 6녀 선성공주(宣城公主)와 결혼하여 부마(駙馬)가 되었다.
멀리 위구르의 군왕 숭덕가한(崇德可汗)에게 시집간 태화공주(太和公主, 당 헌종의 17녀 정안공주, 선성공주의 동생)가 내란으로 위구르가 멸망하자 다시 당나라의 수도 장안으로 돌아오게 되었는데, 당나라 제15대 황제 당 무종(唐 武宗, 당 헌종의 손자, 선성공주의 조카)이 공주들에게 마중을 나가라고 명령했지만, 선성공주 등은 모두 명령을 따르지 않았다. 그러자, 당 무종은 그녀들에게 백 필의 비단을 벌하라는 명령을 내렸다.

## 같이 보기
- 당 헌종
- 당 무종
- 심명
- 심휘
- 심분
- 예진황후

## 참조
- 《구당서》
- 《신당서》
- 《원화성찬(元和姓纂)》